# Dohy János (agrármérnök)
Ifjabb Dohy János (Debrecen-Pallagpuszta, 1934. március 5. – Budapest, 2002. november 11.) Széchenyi-díjas agrármérnök, biotechnológus, egyetemi tanár, a Magyar Tudományos Akadémia tagja (l. 1993; r. 1998)
A hazai állatnemesítési és állattenyésztési kutatások nemzetközileg elismert szaktekintélye.

## Származása, tanulmányai
Nagyapja, idősebb Göllner János, a Kolozsvári Mezőgazdasági Akadémia tanszékvezető tanára, majd 1920-tól a debrecen-pallagpusztai gazdasági akadémia tanára lett. Dohy János itt töltötte gyermekkorát, ahol apja, idősebb Dohy János (ekkor még ifjabb Göllner János néven), a Növénytermesztési Intézetben, majd a növényvédelmi tanszéken dolgozott. Így már korán megismerkedett a botanikus kert és a dohánykísérleti telep munkáival. Elemi iskoláit a kolozsvári líceumban (1940–1944), középiskolai tanulmányait pedig a keszthelyi premontrei, a debreceni piarista és a kisvárdai Bessenyei György Gimnáziumban (1944–1952) végezte. Visszaemlékezése szerint: „Kisvárdán […] a kísérleti gazdaságban: a burgonyanemesítés "fellegvárában" laktunk, ahol már segédkezhettem is Édesapámnak kutatómunkájában.” 1952-ben felvételi vizsga nélkül jutott be a budapesti Agrártudományi Egyetem Állattenyésztési Karára, majd a kar Gödöllőre helyezése után itt fejezte be 1957-ben felsőfokú tanulmányait. Horn Artúr professzor mellett az állattenyésztési tanszéken tudományos diákköri munkát végzett, és itt készítette el diplomadolgozatát is.

## Életpályája
Kutatási eredményei alapján diplomamunkájának megvédése (1957. április 1.) után Horn Artúr tudományos gyakornoknak hívta meg tanszékére. Még ebben az évben az Állattenyésztési Kutatóintézetbe került, ahol aktív részese volt a tejelő magyar barna és a tejelő magyar tarka szarvasmarhafajták kialakításának. Egyetemi doktori értekezését 1963-ban védte meg A tehén néhány értékmérő tulajdonságának számszerű kifejezése és vizsgálata a magyar tarka fajtában címmel és summa cum laude eredménnyel. Ez évtől munkásságát a budapesti Állatorvostudományi Egyetemen folytatta, ahol Horn Artúr professzor tanszékén dolgozott egyetemi adjunktusként, majd docensként. Tíz év aktív oktató- és kutatómunka eredményeképpen 1968-ban a mezőgazdaság-tudomány kandidátusa fokozatot is elnyerte. Kandidátusi értekezésének címe A tejelő magyar tarka keresztezési konstrukcióba tartozó R1 ivadékcsoportok néhány értékmérő tulajdonságának összehasonlító vizsgálata volt.
1974-től a herceghalmi Állattenyésztési Kutatóintézet tudományos főigazgató-helyettesének nevezték ki. Két év múlva, Guba Sándor főigazgató meghívására a Kaposvári Mezőgazdasági Főiskola tudományos főigazgató-helyettesi megbízását nyerte el. 1976-ban öt hónapos tanulmányúton járt Amerikában. Horn Artúr professzor nyugállományba vonulásakor, 1980-ban ő vette át a budapesti Állatorvostudományi Egyetem állattenyésztési tanszékének vezetését. A szarvasmarha nemesítésében és tenyésztésében kifejtett tudományos munkássága alapján 1984-ben megszerezte a mezőgazdaság-tudomány doktora fokozatot.
A Gödöllői Agrártudományi Egyetem állattenyésztési tanszékét 1986-tól vezette, s 1990-re intézetté fejlesztette. Egy ciklusban (1987–1990) tudományos és nemzetközi rektorhelyettese volt az agrártudományi egyetemnek, majd a doktori képzés első irányítója lett dékáni minőségben. 1995 és 1999 között az alkalmazott állatgenetikai és -nemesítési tanszék vezetője volt. Az aktív egyetemi tevékenységtől 2000-ben visszavonult, de a doktori képzésnek ezt követően is aktív részese maradt és irányította az általa szervezett állatnemesítési kutatócsoportot, amely számos fiatal kutatónak adott lehetőséget tudományos munkásságának folytatására.
Tudományos tevékenységének elismeréseképpen 1993-ban a Magyar Tudományos Akadémia levelező, majd 1998-ban rendes tagjává választotta. Akadémikus társainak bizalmát élvezve 1999. június 18-ától az MTA Agrártudományok Osztályának előbb elnökhelyettese, majd elnöke volt (2002. június 5-éig). Számos szakmai és tudományos díj birtokosa volt, amelyek közül a Horn Péter akadémikussal megosztva elnyert Széchenyi-díjra és a Nebraska Állam Tiszteletbeli Polgára kitüntetésére különösen büszke volt. 1999-ben a rendszerváltáskor újjászerveződő Szent István Akadémia tagjai sorába választotta.
Honoris causa doktori címet adományozott számára a Pannon Agrártudományi Egyetem (1994), a Debreceni Agrártudományi Egyetem (1997), a Széchenyi István Egyetem Mezőgazdaság- és Élelmiszertudományi Kar jogelődje (2001) és a Kaposvári Egyetem (2001).
A hazai tudományos lapok közül az Acta Agronomica Hungarica, a Hungarian Agricultural Research, az Állattenyésztés és Takarmányozás, valamint a Tejgazdaság szerkesztőbizottságának, a nemzetközi lapok közül, pedig a Livestock Production Science, az Egyptian Journal of Animal Science és az Animal Science Papers and Reports of Polish Academy of Sciences tanácsadó testületének volt tagja.
Az MTA emléküléssel búcsúzott 2002. december 10-én Dohy akadémikustól. Hamvasztás utáni búcsúztatására – kívánsága szerint – legszűkebb családja körében került sor. Hamvait családja őrzi.

## Díjai
- A Mezőgazdaság Kiváló Dolgozója (1962, 1972)
- Akadémiai Díj (1976, megosztva)
- Wellmann Oszkár-emlékérem (1979)
- Ujhelyi Imre-emlékérem (1980)
- Lónyay Menyhért-emlékérem (1994)
- Pro re rustica promovenda érem (MAE, 1995)
- Széchenyi-díj (1996) – Az alkalmazott állatgenetika keretében végzett kutatásaiban a szarvasmarha szelekció nemesítése, a baromfi-, a sertés- és a gímszarvastenyésztés tudományos megalapozása terén elért nemzetközileg is kimagasló eredményeiért. Megosztott díj Horn Péterrel.
- Gödöllői Agrártudományi Egyetem Emlékérme (1999)
- Teichmann Vilmos-díj (2000)
- A Debreceni Agrár-felsőoktatásért Emlékérem (2002)
- Tudással Magyarországért jubileumi plakett (OTDT, 2002)

Külföldi elismerései közül leginkább a Német Állattenyésztők Társaságának (Deutsche Gesellschaft für Züchtungskunde, 1997) tiszteleti tagságára, a Kiváló Szolgálatért Érdeméremre (Distinguised Service Award, Európai Állattenyésztők Szövetsége, 1999), a Firenzei Akadémia (Accademia dei Georgofili, Firenze 2001) levelező tagságára és a Nebraska Állam Tiszteletbeli Polgára címre volt büszke.

## Munkássága
A Jersey Klub-ként emlegetett kutatócsoportjuk Horn Artúr vezetésével (Bozó Sándor, Dunay Antal, Deák Mihály) kialakította a tejelő magyar barna (50% dán jersey génhányaddal) és a tejelő magyar tarka (25% jersey génarányú) fajtákat. Jelentős eredményük a hungarofríz szarvasmarhafajta kinemesítése is. Ezzel megteremtették a korszerű nagyüzemi, szakosított tej- és hústermelés lehetőségét. Vizsgálták a heterózis tényezőit és a nemesítésben játszott szerepét, a típusok optimalizálásának és a területi termelékenység javításának módszerét. A szelekciós és a keresztezéses nemesítést kölcsönhatásaiban együttesen vizsgálta és a kutatómunkát az állattenyésztési biotechnika és biotechnológia, valamint a patogenetika új irányzataival bővítette. A korszerű genetikai-nemesítési elveket továbbadta hallgatóinak és támogatta őket diákköri munkájukban, kísérleteikben.
Nemzetközi kongresszusok és konferenciák állandó előadója, vitavezetője volt, harminc országban tartott előadást meghívás alapján.

## Főbb művei
Több mint 550 közleményt tett közzé tudományos folyóiratokban, a magyaron kívül német, angol vagy orosz nyelven. Tizenhat könyvet, illetve könyvrészletet írt, számtalan tudományos és népszerűsítő előadást tartott.
- Általános állattenyésztéstan. Állattenyésztési alapismeretek (1963, 1964, 1965, 1966, Horn Artúr társszerzővel)
- A világ szarvasmarhafajtái, értékelésük és nemesítésük (1970, Horn Artúr társszerzővel)
- Állattenyésztési genetika (1979)
- Szarvasmarha-tenyésztők kézikönyve (1979, Guba S. társszerkesztővel)
- Az állattenyésztés genetikai alapjai (1989)
- Az állattenyésztés alapjai (2000)
- Genetika állattenyésztőknek (2000)
- Biotechnológia és állatnemesítés - Új eredmények, kihívások, kilátások. Székfoglaló előadások a Magyar Tudományos Akadémián (2000)